# Siren (condado de Burnett, Wisconsin)
Siren es un pueblo ubicado en el condado de Burnett en el estado estadounidense de Wisconsin. En el Censo de 2010 tenía una población de 936 habitantes y una densidad poblacional de 10,09 personas por km².

## Geografía
Siren se encuentra ubicado en las coordenadas 45°46′15″N 92°19′55″O / 45.77083, -92.33194. Según la Oficina del Censo de los Estados Unidos, Siren tiene una superficie total de 92.81 km², de la cual 81.3 km² corresponden a tierra firme y (12.4%) 11.51 km² es agua.

## Demografía
Según el censo de 2010, había 936 personas residiendo en Siren. La densidad de población era de 10,09 hab./km². De los 936 habitantes, Siren estaba compuesto por el 91.45% blancos, el 0.11% eran afroamericanos, el 3.85% eran amerindios, el 0.32% eran asiáticos, el 0% eran isleños del Pacífico, el 1.6% eran de otras razas y el 2.67% pertenecían a dos o más razas. Del total de la población el 2.14% eran hispanos o latinos de cualquier raza.